# Syndicat national de l'édition phonographique
Het Syndicat National de l'Édition Phonographique (SNEP) is een Franse stichting die de belangen van de Franse muziekindustrie behartigt. De stichting werd opgericht in 1922 en kan worden vergeleken met Buma/Stemra en SABAM.
De verantwoordelijkheden van het SNEP zijn het verzamelen en uitbetalen van royalty's voor uitzendingen en optredens en het voorkomen van piraterij. Daarnaast is de stichting ook verantwoordelijk voor het uitgeven van zilveren, gouden, platina en diamanten platen. Ook houdt de stichting de officiële hitlijsten bij van de Franse muziekindustrie. 

## Hitlijsten
De stichting houdt de volgende hitlijsten bij:
- Top 100 meest verkochte singles
- Top 150 meest verkochte albums (nouveautés) voor de volledige prijs
- Top 200 singles verkoop + streaming gecombineerd
- Top 40 meest verkochte verzamelalbums (nouveautés) voor de volledige prijs
- Top 40 meest verkochte (verzamel)albums

Nouveauté staat voor een album dat niet ouder is dan 2 jaar. 